# Bandleader
Der Bandleader ist das eine Band gründende, führende, sie organisierende, dirigierende oder musikalisch bestimmende Mitglied einer Band. Häufig benennt sich die Band nach ihm.

## Aufgaben
Die Band ist soziologisch als soziale Gruppe einzuordnen, die ihren Gruppenführer bestimmt. Gruppenführer wird, wer die Gruppennormen besonders erfüllt. Zu seinen Aufgaben gehören insbesondere das Setzen von Gruppenzielen, die Vertretung der Gruppe nach außen, Engagement für die Gruppenziele unter strenger Einhaltung der Gruppenregeln, Aufgabenverteilung nach den Fähigkeiten der Einzelnen in einer Weise, dass der Zusammenhalt in der Gruppe gestärkt wird. Das trifft auch für den Bandleader zu. Als Bandleader werden deshalb die Gründer eines Orchesters, einer Big Band, einer Beat- oder Rockband bezeichnet. Sie bestimmen über die Besetzung der Band, arrangieren deren Musik und wählen sie aus, bestimmen den Musikstil, spielen eines der führenden Instrumente, können die Funktion des Musikproduzenten übernehmen oder geben der Band ihren Namen. Der Leader ist oft die unternehmerische Persönlichkeit, die der Band Auftritte verschafft. Nicht immer ist der Bandleader auch der Frontmann, Probenleiter oder Songschreiber der Musikgruppe. Bandleader sind meist Arbeitgeber ihrer Band und schließen mit Veranstaltern oder Fernseh-/Radiosendern für die Auftritte Werkverträge ab.

## Berühmte Bandleader
Die Namen der Bandleader sind in der Öffentlichkeit derart bekannt, dass nur selten auch die Namen einzelner Bandmitglieder eine ähnliche Bekanntheit erlangen. Die meisten Bandleader sind namentlich und persönlich unmittelbar mit dem von ihnen geleiteten bzw. gegründeten Orchester verbunden wie z. B. Glenn Miller, Duke Ellington, Benny Goodman als Vertreter des Swing in den USA, Ken Colyer, Jack Hylton oder Chris Barber (Großbritannien) oder Bert Kaempfert, James Last, Kurt Edelhagen oder Max Greger (Deutschland) oder Dani Felber oder Teddy Stauffer (Schweiz).

## Abgrenzungen
Die Rolle des Bandleaders entstand bei Jazzbands und kommt daher meist nur bei größeren Bands mit einer Mitgliederzahl von fünf oder mehr Personen vor. Typische Popgruppen mit bis zu fünf Mitgliedern haben meist keinen Bandleader. Kleinere Bands haben oft einen Frontmann, der in der Band eine herausgehobene Stellung einnimmt. Er spielt nicht notwendigerweise ein Instrument, sondern steht in der Frontline vorne auf der Bühne und beschränkt sich meist auf den Gesang. Veraltet ist die Bezeichnung Kapellmeister. Im Gegensatz zum Dirigenten eines Orchesters der Kunstmusik ist ein Bandleader oft selbst Instrumentalist oder Sänger in seinem Ensemble. Bei Big Bands spielt oder singt er meistens vor dem Orchester.